# Arbesbach
Arbesbach est une commune autrichienne du district de Zwettl en Basse-Autriche.